# Афанасьев, Леонид Николаевич
Леонид Николаевич Афанасьев (1864—1920) — русский поэт и переводчик.

## Биография
Сын коллежского асессора, бывшего военного. Окончил училище при евангелическо-лютеранской церкви св. Анны в Петербурге. Формированием литературного вкуса был обязан матери, которой посвящено первое опубликованное стихотворение «Моей матери» (1883), а позже общению с В. А. Гайдебуровым и А. К. Шеллером-Михайловым, покровительствовавшими начинающему поэту. Был близок к К. М. Фофанову и его семье. На протяжении всей литературной деятельности произведения Афанасьева охотно печатали во всех журналах, которые предоставляли свои страницы поэзии. Он участвовал даже в эгофутуристической газете «Петербургский глашатай» (1912) и сборниках «Стеклянные цепи» (1912), «Дары Адонису» (1913).
Известности Афанасьева способствовал не только уровень его поэзии, в которой он умело пользовался классическими образцами, расхожими темами и настроениями, сколько постоянство его выступлений в массовой периодике. Имело значение и то, что мелодическая структура стиха Афанасьева, ориентированная на традиции романса и лирической песни, позволяла многим композиторам (в том числе С. М. Ляпунову) перекладывать их на музыку. Если после выхода первого сборника Афанасьева «Стихотворения. 1885―1896» (1896) в рецензиях наряду с признанием музыкальности стиха всё же отмечалось «отсутствие оригинальности», то после второго сборника «Стихотворения. 1897―1900» (1901) Афанасьев назывался некоторыми критиками «безусловно талантливым». В 1901
году появилась первая биография поэта в сборнике «Русские поэты за 100 лет в портретах, биографиях и образцах», его стихи включались в сборники «Перлы русской поэзии» (1902) и т. п. В 1903 году пресса отметила 20-летие его литературной деятельности, в 1913 ― 30-летие.
В 1909―1913 гг. Афанасьев состоял на службе в Главном управлении по делам печати. Участник «вечеров Случевского» (с 1904). В 1914 году выпустил ещё один сборник «Стихотворений», в 1917 году ― сборник «Гимны союзных наций», переводы государственных гимнов некоторых союзников России в Первой мировой войне.
12 октября 2022 года в Новой Ладоге прошел поэтический фестиваль «Багряный клен», посвященный Афанасьеву.

Могила Афанасьева на Никольском кладбище Александро-Невской лавры в Санкт-Петербурге